# Golden Masters
El Golden Masters fue un torneo de snooker, profesional y de invitación, que se celebró en el Queen's Hall de la localidad norirlandesa de Newtownards. Apenas se disputaron dos ediciones: Doug Mountjoy resultó vencedor de la de 1978 y Ray Reardon se llevó la de 1979.

## Historia

### Ganadores
| Año  | Ganador       | Resultado | Subcampeón   | Referencias |
| ---- | ------------- | --------- | ------------ | ----------- |
| 1978 | Doug Mountjoy | 4-2       | Ray Reardon  | [ 1 ]       |
| 1979 | Ray Reardon   | 4-2       | Graham Miles | [ 1 ]       |